# PDF/E
ISO 24517-1:2008 – norma ISO opublikowana w 2008 roku, zatytułowana Document management — Engineering document format using PDF — Part 1: Use of PDF 1.6 (PDF/E-1).
Norma definiuje format PDF/E (ang. PDF for Engineering) służący do tworzenia dokumentów wykorzystywanych w obiegach informacji związanych z geoprzestrzenią, budownictwem i produkcją. Bazuje na specyfikacji PDF 1.6 firmy Adobe Systems. Obsługuje również multimedia, w tym animacje i grafikę 3D.
PDF/E jest podzbiorem formatu PDF, zaprojektowanym jako otwarty i neutralny format wymiany dokumentacji technicznej. Dla PDF 2.0 format PDF/E-1 został zastąpiony przez poziom zgodności PDF/A-4e.

## Opis
Standard PDF/E określa sposób użycia formatu Portable Document Format (PDF) do tworzenia dokumentów w procesach inżynieryjnych.
Główne zalety formatu PDF/E to m.in.:
- Ograniczenie potrzeby korzystania z kosztownego i zamkniętego oprogramowania;
- Niższe koszty przechowywania i wymiany danych (w porównaniu z dokumentacją papierową);
- Niezawodna wymiana danych między różnymi aplikacjami i systemami operacyjnymi;
- Samowystarczalność dokumentów;
- Efektywne kosztowo i dokładne przechwytywanie adnotacji;
- Opracowany i rozwijany przez komitet ISO PDF/E.

Standard nie definiuje metod tworzenia ani konwersji dokumentów (papierowych czy elektronicznych) do formatu PDF/E.
ISO 24517 powstał z myślą o organizacjach potrzebujących wiarygodnego sposobu tworzenia, wymiany i przeglądania dokumentacji inżynieryjnej. Część pierwsza nie obejmuje jednak treści 3D, wideo ani danych źródłowych.